# محجر (سجن)

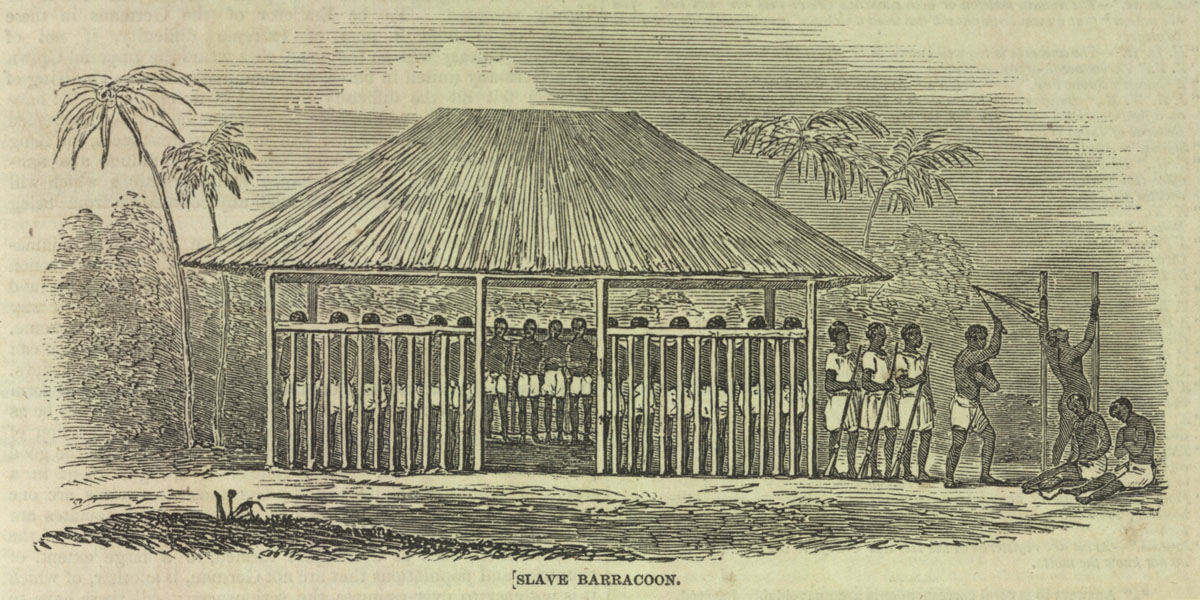
محجر العبيد في سِرَليُون عام ١٨٤٩

المَحْجَر هو نوع من الثكنات المستخدمة تاريخيًا لاعتقال المستعبدين أو المجرمين .